# 里卡多·奥利维拉
里卡多·奥利维拉（Ricardo Oliveira，1980年5月6日—）是一名已退役巴西足球员，司职前锋，曾效力巴西俱乐部科里蒂巴，為人所知曾效力AC米蘭。

## 职业生涯

### 巴西
奥利维拉的职业生涯从葡萄牙人队（Portuguesa）开始，在46场比赛射进23球后，他转会至國內的傳統勁旅山度士。奥利维拉在 34 場比赛中攻入了 22 球，并随隊奪得了南美解放者杯。這一年，山度士的多名新星被歐洲球會先後羅致，而奥利维拉則得到西班牙球會華倫西亞垂青，並且加盟該隊，轉戰歐洲。

### 華倫西亞
在當時的華倫西亞教練贝尼特斯的執教下，奥利维拉並非球隊的首選前鋒。但他每次上陣都表現良好，他在21场西甲联赛中攻入 8 球，包括与巴塞罗那比赛中一场精妙的远射。他在效力華倫西亞的一個賽季，協助球隊得了欧洲联盟杯和西甲聯賽冠軍。可是，由於未能在球隊保證其正選位置，奥利维拉在球季完結後轉會到皇家貝迪斯。

### 皇家貝迪斯
2004年夏天，奥利维拉加盟皇家貝迪斯，奥利维拉在 37 場西甲聯赛中射入 22 球；在国王杯决赛对阵奥沙辛拿的比賽中，他攻入第一球，協助球隊以2比1取勝，贏得西班牙盃冠軍，皇家貝迪斯在該季以第四名完成聯賽。在之後的一季，奥利维拉在歐冠盃對英超球隊車路士的分組賽中嚴重受傷，提早收咧，全季他只曾上陣過 9 次，打進 4 球。2006 年初，奥利维拉回到巴西，外借至聖保羅以保持狀態。8月10日，奥利维拉成功復出，他在南美自由盃的比赛中代表聖保羅上陣。8 月 21 日，奥利维拉回到皇家貝迪斯。但他遲了向球會報到 9 天，引起了會方的不滿。他表示這次並非故意遲到，只是很想協助聖保羅打入南美自由盃决賽，才遲了回到西班牙。

### AC米蘭
2005-2006赛季结束后，AC米蘭的乌克兰射手舍甫琴科转会到英超球會車路士，球队的锋线出现空档。由于“电话门事件”的终审结果迟迟没有下来，在有可能被處分的情況下，AC米蘭未能成功簽入一些具份量的前鋒，例如曾外借到AC米蘭的阿根廷中鋒基斯普和瑞典國腳伊巴謙莫域便先後選擇加盟國際米蘭。結果，AC米蘭從皇家貝迪斯引入奥利维拉，來填补舍甫琴科的空缺。
2006年8月31日，奥利维拉与C米蘭签约五年。之前一星期，双方已经谈好一千萬歐元的价格，但皇家貝迪斯主席曼纽埃尔·路易兹·德·洛佩拉（Manuel Ruiz de Lopera）突然提价，以及几条额外条款。洛佩拉认为奥利维拉仍然没有还清欠俱乐部的款项，并对他不经允许便擅自决定加盟一家豪门作出罚款。最终成交价为一千八百萬歐元（包括身价三百万的瑞士中场禾高），远远高出了米兰方面的预期。本来洛佩拉希望米兰交换沃热尔的同时再付一千八百万，这使意大利方面非常恼火，奥利维拉本人此时威胁如果不放人他将罢赛。最终，米兰付出一千五百万欧元的现金以及沃热尔，并答应在2007年与皇家貝迪斯踢一场友谊赛。
奥利维拉与红黑兵團签约五年，在2006-2007赛季的揭幕战中，他替补出场并打进一球。可是，此後他未能保持在皇家貝迪斯的入球率，整個赛季中，他在 22 場比赛中只能攻入 3 球，以及意大利杯的两球。2006年10月，他的姐姐玛丽亚·劳德斯（Maria Lourdes）被绑架，次年3月12日被安全释放。

### 薩拉戈薩
2007年7月14日，奧利維拉回到西班牙，外借至西班牙球會薩拉戈薩一個球季。薩拉戈薩在球季完結後將會有收購奧利維拉的優先權。回到西班牙的奧利維拉重現在皇家貝迪斯時的風采，現時他為薩拉戈薩攻入10球，位列聯賽射手榜的前列位置。
2008年5月25日，奧利維拉正式以1000萬歐元轉投薩拉戈薩。

## 國家隊
2004年5月25日，奥利维拉首次代表国家队出场，对手是加泰罗尼亚联队，以5比1获胜，奥利维拉打进一球。这场友谊赛并不被国际足联承认。7月8日，在对阵巴拉圭的美洲杯比赛中，奥利维拉获得首次正式比赛出场。7月18日对阵墨西哥的四分之一决赛中，奥利维拉打进一球。巴西队最终夺冠。
之后，奥利维拉成了国家队的常客，入选了2005年联合会杯之后因伤错过了2006年世界杯。缺席国家队一年后，新教练邓加在2006年11月15日与瑞士的友谊赛中将他召入名单。

## 荣誉

### 国家队
- 美洲杯 - 2004年
- 联合会杯 - 2005年

### 球會
華倫西亞
- 西甲 2003/04
- 欧洲联盟杯 2003/04

皇家贝蒂斯
- 西班牙盃 2004/05

AC米蘭
- 歐冠盃 2006/07

### 个人
- 2003年南美解放者杯最佳射手